# Saving Capitalism from the Capitalists
Saving Capitalism from the Capitalists es un libro publicado en 2003 por los economistas de la Universidad de Chicago Raghuram Rajan (en aquel momento economista jefe del FMI) y Luigi Zingales (ganador ese mismo año del Premio Germán Bernácer al mejor economista joven europeo). En estos años, ha sido traducido a las siguientes lenguas: italiano, japonés, chino mandarín, portugués, y ruso.
El libro, cuyo subtítulo reza -en español- "Cómo liberar el poder de los mercados financieros para crear bienestar y aumentar las oportunidades", no realiza una defensa del capitalismo 100% laissez-faire, pero tampoco da la razón a los partidarios del anticapitalismo.  Por el contrario, a lo largo de su obra los autores desarrollan los siguientes argumentos:
- El libre mercado constituye la forma de organización económica más beneficiosa para la sociedad y para la mejora de la condición humana.
- A la larga, una economía libre sólo puede florecer cuando el gobierno juega un papel destacado a la hora de definir las normas que regulan los mercados, así como de proveer las infraestructuras adecuadas para su funcionamiento.
- Con todo ello, el gobierno, está sujeto a la influencia de intereses privados capaces de manipular la regulación gubernamental para proteger su posición económica a expensas del interés general, reprimiendo así la libertad de mercado e imponiendo el llamado capitalismo de amiguetes.
- Así, la sociedad debe actuar para "salvar al capitalismo de los capitalistas" (esto es, para proteger el libre mercado de aquellos intereses privados que dificultan su funcionamiento eficiente a través de la búsqueda de privilegios que reducen las oportunidades económicas del conjunto de la sociedad).

Para ello, los autores proponen las siguientes medidas:
- Reducir los incentivos de los capitalistas para oponerse a los mercados, especialmente limitando la concentración de la propiedad.
- Proporcionar una red de seguridad social para los ciudadanos económicamente vulnerables, que ayude a mantener el apoyo político a la libertad de mercado.
- Respaldar el libre comercio entre países para mantener la tensión competitiva de las empresas que operan en sus mercados.
- Educar a la ciudadanía en lo que respecta a los beneficios de la libertad de mercado para fomentar la oposición a las políticas intervencionistas destinadas a la defensa de intereses privados.